# Apoderus
Apoderus es un género de gorgojos de la familia Attelabidae. El género está compuesto por 522 especies, entre ellas:
- Apoderus coryli (Linnaeus, 1758)[2][3]
- Apoderus erythrurus
- Apoderus erythropterus (Zschach, 1788)
- Apoderus jekelii
- Apoderus kresli
- Apoderus krugeri
- Apoderus pseudofidus
- Apoderus volkovitshi